# El-Tor
« At-Tur » redirige ici. Pour la 52e sourate du Coran, voir At-Tur (sourate).
El-Tor, Al-Tur ou At-Tur (en arabe : الطور), ou encore Tur Sinaï, appelée Raïthou dans l'Antiquité, est une ville d'Égypte, chef-lieu du gouvernorat de Sinaï Sud.
Son nom provient de Djebel El-Tor, le nom arabe du mont où Moïse aurait reçu les Tables de la Loi.
Le Hammam Mousa (Bain de Moïse) est alimenté par cinq sources sulfureuses. L'eau à 37°C aurait des propriétés curatives contre les maladies de la peau et les rhumatismes, permettant le tourisme médical.
Outre les ruines du monastère de Justinien et une des plus vieilles mosquées du Sud-Sinaï, la localité héberge un monastère actif, une maison d'hôtes, une église copte dédiée à Moïse et Marc.
La ville est entourée du désert de Raithu, qui s'étend du mont Sainte-Catherine à la mer Rouge.

## Histoire
Le désert de Raïthu a abrité au Moyen-Âge au moins un monastère chrétien.
Le nom complet de l'Archidiocèse du Sinaï est du Sinaï, de Pharan et de Raïthou ou Église orthodoxe du Mont Sinaï.
Les 43 "Martyrs de Raithu" sont les saints pères tués au Sinaï et à Raithu (en), sous l'empereur Dioclétien (vers 296). D'autres massacres plus tardifs y ont eu lieu.
Théodore de Pharan (mort vers 630), évêque de Pharan, supérieur du monastère de Raïthu, a été un théologien chrétien renommé.